# Serie A 1972-1973 (rugby a 15)
La serie A 1972-73 fu il 43º campionato nazionale italiano di rugby a 15 di prima divisione.
Si tenne dall’8 ottobre 1972 al 29 aprile 1973 tra 12 squadre a girone unico e vide prevalere il Petrarca per la quarta volta, assoluta e consecutiva, e per la terza volta a seguire il CUS Genova giungere secondo alle spalle del club padovano, nell'occasione per un solo punto di distanza.
Il CUS Napoli, appena tornato in serie A, retrocedette immediatamente; da segnalare, altresì, la prima retrocessione del Parma, fino ad allora sempre in massima serie e già vincitore di tre titoli nazionali.

## Squadre partecipanti
- Amatori Catania
- L’Aquila
- CUS Genova
- CUS Napoli
- CUS Roma (sponsorizzata Intercontinentale)
- Fiamme Oro (Padova)

- Frascati (sponsorizzata Cumini)
- Parma
- Petrarca
- Rugby Roma
- Rovigo (sponsorizzata Tosimobili)
- Treviso (sponsorizzata Metalcrom)

## Risultati
|      | 1ª/12ª giornata              |       |
| ---- | ---------------------------- | ----- |
| 17-7 | L'Aquila - Rovigo            | 0-4   |
| 12-9 | CUS Genova - Treviso         | 20-12 |
| 6-4  | CUS Roma - Parma             | 10-25 |
| 6-16 | CUS Napoli - Rugby Roma      | 26-29 |
| 44-7 | Petrarca - Frascati          | 28-4  |
| 10-3 | Fiamme Oro - Amatori Catania | 13-3  |
|      |                              |       |

|      | 4ª/15ª giornata            |       |
| ---- | -------------------------- | ----- |
| 12-7 | L'Aquila - Frascati        | 9-13  |
| 16-6 | Fiamme Oro - Rovigo        | 9-27  |
| 31-3 | CUS Roma - Amatori Catania | 3-6   |
| 6-15 | CUS Napoli - CUS Genova    | 9-27  |
| 9-16 | Parma - Treviso            | 3-18  |
| 7-32 | Rugby Roma - Petrarca      | 13-20 |
|      |                            |       |

|       | 7ª/18ª giornata            |       |
| ----- | -------------------------- | ----- |
| 9-7   | L'Aquila - CUS Roma        | 7-7   |
| 12-0  | Frascati - Amatori Catania | 11-11 |
| 9-4   | CUS Genova - Rovigo        | 9-20  |
| 27-3  | Treviso - CUS Napoli       | 36-10 |
| 0-4   | Petrarca - Fiamme Oro      | 13-0  |
| 24-25 | Rugby Roma - Parma         | 45-10 |
|       |                            |       |

|       | 10ª/21ª giornata          |       |
| ----- | ------------------------- | ----- |
| 24-0  | Fiamme Oro - Frascati     | 17-17 |
| 34-0  | L'Aquila - CUS Napoli     | 16-4  |
| 10-9  | CUS Genova - Petrarca     | 8-18  |
| 19-15 | CUS Roma - Rugby Roma     | 3-19  |
| 17-9  | Amatori Catania - Treviso | 6-51  |
| 8-6   | Rovigo - Parma            | 39-9  |

|       | 2ª/13ª giornata          |       |
| ----- | ------------------------ | ----- |
| 37-7  | Fiamme Oro - CUS Roma    | 3-9   |
| 22-3  | CUS Genova - L'Aquila    | 8-6   |
| 8-10  | Treviso - Petrarca       | 12-14 |
| 16-6  | Parma - CUS Napoli       | 10-13 |
| 19-16 | Rugby Roma - Frascati    | 6-29  |
| 20-4  | Rovigo - Amatori Catania | 3-0   |
|       |                          |       |

|       | 5ª/16ª giornata              |       |
| ----- | ---------------------------- | ----- |
| 16-10 | Frascati - CUS Roma          | 12-19 |
| 22-0  | CUS Genova - Fiamme Oro      | 19-12 |
| 18-6  | Treviso - L'Aquila           | 9-30  |
| 32-6  | Petrarca - Parma             | 15-11 |
| 9-3   | Amatori Catania - CUS Napoli | 10-0  |
| 11-4  | Rovigo - Rugby Roma          | 10-0  |
|       |                              |       |

|      | 8ª/19ª giornata            |      |
| ---- | -------------------------- | ---- |
| 3-20 | Fiamme Oro - Parma         | 30-3 |
| 37-3 | CUS Genova - Rugby Roma    | 14-6 |
| 6-23 | CUS Roma - Petrarca        | 3-26 |
| 6-13 | CUS Napoli - Frascati      | 3-15 |
| 6-4  | Amatori Catania - L'Aquila | 3-7  |
| 4-4  | Rovigo - Treviso           | 7-10 |
|      |                            |      |

|      | 11ª/22ª giornata        |       |
| ---- | ----------------------- | ----- |
| 11-0 | Parma - Amatori Catania | 0-3   |
| 6-14 | Frascati - CUS Genova   | 13-42 |
| 21-3 | Treviso - CUS Roma      | 12-19 |
| 23-7 | Petrarca - L'Aquila     | 11-19 |
| 9-6  | Rugby Roma - Fiamme Oro | 9-24  |
| 48-0 | Rovigo - CUS Napoli     | 10-4  |

|       | 3ª/14ª giornata              |      |
| ----- | ---------------------------- | ---- |
| 19-9  | L'Aquila - Parma             | 4-4  |
| 7-0   | Frascati - Treviso           | 8-18 |
| 6-4   | CUS Roma - CUS Genova        | 3-18 |
| 10-10 | CUS Napoli - Fiamme Oro      | 6-25 |
| 9-9   | Petrarca - Rovigo            | 0-0  |
| 4-0   | Amatori Catania - Rugby Roma | 0-4  |
|       |                              |      |

|       | 6ª/17ª giornata              |       |
| ----- | ---------------------------- | ----- |
| 22-6  | Fiamme Oro - L'Aquila        | 32-12 |
| 20-13 | Rugby Roma - Treviso         | 26-22 |
| 14-6  | Amatori Catania - CUS Genova | 0-32  |
| 10-13 | CUS Roma - Rovigo            | 3-25  |
| 3-42  | CUS Napoli - Petrarca        | 9-62  |
| 10-6  | Parma - Frascati             | 0-16  |
|       |                              |       |

|       | 9ª/20ª giornata            |       |
| ----- | -------------------------- | ----- |
| 11-3  | Treviso - Fiamme Oro       | 12-18 |
| 7-10  | Frascati - Rovigo          | 16-7  |
| 11-15 | CUS Napoli - CUS Roma      | 0-3   |
| 0-0   | Parma - CUS Genova         | 6-26  |
| 7-3   | Petrarca - Amatori Catania | 14-10 |
| 3-11  | Rugby Roma - L'Aquila      | 15-40 |

## Classifica
|               |     | Squadra         | G  | V  | N | P  | PF  | PS  | Pt |
| ------------- | --- | --------------- | -- | -- | - | -- | --- | --- | -- |
|               | 1.  | Petrarca        | 22 | 17 | 2 | 3  | 452 | 159 | 36 |
|               | 2.  | CUS Genova      | 22 | 17 | 1 | 4  | 374 | 185 | 35 |
|               | 3.  | Rovigo          | 22 | 14 | 3 | 5  | 292 | 146 | 31 |
|               | 4.  | Fiamme Oro      | 22 | 12 | 2 | 8  | 318 | 224 | 26 |
|               | 5.  | L’Aquila        | 22 | 11 | 2 | 9  | 279 | 235 | 24 |
|               | 6.  | Treviso         | 22 | 10 | 1 | 11 | 248 | 255 | 21 |
|               | 7.  | Frascati        | 22 | 9  | 2 | 11 | 251 | 309 | 20 |
|               | 8.  | CUS Roma        | 22 | 9  | 1 | 12 | 198 | 303 | 19 |
|               | 9.  | Rugby Roma      | 22 | 9  | 0 | 13 | 287 | 374 | 18 |
|               | 10. | Amatori Catania | 22 | 8  | 1 | 13 | 115 | 251 | 17 |
| Retrocessione | 11. | Parma           | 22 | 6  | 2 | 14 | 197 | 340 | 14 |
| Retrocessione | 12. | CUS Napoli      | 22 | 1  | 1 | 20 | 138 | 488 | 3  |

## Verdetti
- Petrarca: campione d'Italia
- Parma, CUS Napoli: retrocesse in serie B